# Цесарец, Август
Август Цесарец (хорв. August Cesarec; 4 декабря 1893, Загреб — 17 июля 1941, там же) — хорватский писатель и публицист.

## Биография
Сын плотника, члена Социал-демократической партии. Ещё в средней школе увлекся радикальными националистическими и социалистическими идеями, вследствие чего находился под постоянным наблюдением полиции и несколько раз был арестован. Так, за участие в группе, планировавшей покушение на бана Хорватии, провёл 21 месяц в тюрьме Сремска-Митровица, где штудировал труды анархистов Штирнера и Кропоткина, что постепенно привело его к принятию марксистской философии. Мобилизован в австро-венгерскую армию. Под впечатлением Октябрьской революции перешёл на большевистские позиции и участвовал в нелегальной работе коммунистических организаций.
Вместе с Мирославом Крлежей начал в 1919 году издание журнала «Пламен», пропагандирующего революционные идеи. Член Коммунистической партии Югославии с 1920 года. С ноября 1922 по март 1923 года совершил поездку в СССР. Много раз арестовывался. В 1934—1937 гг. жил в СССР. Как коммунист и убежденный антифашист, в 1937 году он воевал в в Испании против Франко, о чём написал книгу «Испанские встречи» («Španjolski susreti»). Осенью 1938 года вернулся в Югославию.

Арестован усташами 15 мая 1941 года и заключен в лагерь Керестинац (Kerestinac). В июле принял участие в неудачном побеге заключенных. Все они были схвачены и 17 июля 1941 года Цесарец был расстрелян по приговору суда. На тюремной стене Цесарец оставил надпись:
Živjela sovjetska Hrvatska!
 (Да здравствует советская Хорватия!)

## Творчество
В начале своей литературной деятельности Цесарец был экспрессионистом, но постепенно перешёл на позиции реализма. Наиболее важными его произведениями являются романы «Императорское королевство» (1925), «Золотой юноша и его жертвы» (1928), «Эмигранты» (1933), где живописуется жизнь хорватского общества до и после Первой мировой войны: то, что представлялось автору «моральным упадком».
Переводил М. Горького, Виктора Гюго и Эмиля Золя.